# John Nunziata
John Nunziata (né le 4 janvier 1955) est un homme politique canadien. Député à la Chambre des communes de 1984 à 2000, il fut membre du Parti libéral du Canada avant de siéger en tant qu'indépendant.

## Biographie

### Premières années
Né à Revelstoke en Colombie-Britannique, John Nunziata fait ses études à l'Université York et à l'École de droit Osgoode Hall. Il pratique le droit avant d'entrer dans la vie publique. 
Nunziata entame sa carrière publique au conseil municipal de Toronto en tant que partisan du Nouveau Parti démocratique, mais il quitte le parti en 1982 après avoir échoué à remporter l'investiture du parti pour une élection partielle dans York-Sud. Il perd la nomination face à Bob Rae, qui avait été élu chef du Nouveau Parti démocratique de l'Ontario quelques mois plus tôt et avaient besoin d'un siège à l'Assemblée législative. Nunziata proteste qu'en tant que résident de la circonscription, l'investiture lui revenait. Il réussit à remporter l'investiture pour être candidat du Parti libéral de l'Ontario pour l'élection partielle, mais il est défait par Bob Rae lors du scrutin.

### Député fédéral
Nunziata se joint au Parti libéral du Canada et est élu à la Chambre des communes du Canada lors de l'élection fédérale de 1984 malgré le raz-de-marée  progressiste-conservateur à travers le pays. Membre du Rat Pack, un groupe de députés libéraux (dont Don Boudria, Brian Tobin et Sheila Copps) qui rendent la vie dure au gouvernement de Brian Mulroney.
Sa position idéologique au sein du Parti libéral n'est pas bien définie à ce stade. Il s'oppose à l'avortement, mais ses opinions sur d'autres questions sociales ne sont pas toujours conservatrices. Lors du débat national sur la peine capitale en 1986, il est l'un des parlementaires le plus férocement opposé à tout retour de la peine de mort. Il est réélu sans difficulté lors de l'élection de 1988.

### Marginalisation
Lorsque John Turner démissionne en tant que chef libéral, Nunziata tente de lui succéder dans la course à la chefferie libérale de 1990. Incapable de développer une forte base politique, il se classe cinquième, derrière tous les autres candidats.  
Lors de la campagne électorale de 1993, Nunziata critique le chef libéral Jean Chrétien pour avoir imposé Art Eggleton en tant que candidat de la circonscription de York-Centre au lieu d'un candidat local. Obligé de retirer ses propos et de prêter allégeance au chef, il est exclu du conseil des ministres après l'élection des libéraux avec un gouvernement majoritaire. Nunziata est le seul membre du Rat Pack à ne jamais être inclus dans le cabinet.
Il critique de plus en plus le gouvernement et ses opinions sociales sont plus conservatrices que la ligne du parti en général. Le 21 avril 1996, il est expulsé du caucus après avoir voté contre le budget du gouvernement dans le but de protester contre le maintien de la Taxe sur les produits et services, ce qui allait à l'encontre des promesses électorales du Parti libéral.

### Député indépendant
Malgré les difficultés pour un indépendant d'être élu à la Chambre des communes, Nunziata se présente en tant qu'indépendant et est réélu lors de l'élection de 1997 sans l'appui d'aucun parti. Il défait la conseillère torontoise Judy Sgro par 4 431 voix pour retenir sa circonscription, devenant alors le seul indépendant dans la législature. Les affiches électorales qu'il emploie sont dans la même teinte de rouge que celles du Parti libéral, et plusieurs électeurs le considèrent comme un libéral indépendant.
Après l'élection de 1997, ses opinions sur divers sujets se rapprochèrent du Parti progressiste-conservateur et de l'Alliance canadienne et il participe à la campagne de la progressiste-consevsatrice Anna-Marie Castrilli lors de l'élection provinciale ontarienne de 1999. Il se ravise sur la question de la peine capitale et prend position en faveur. Des rumeurs circulent en 2000 selon lesquelles il songe à adhérer à l'Alliance canadienne, mais elles s'avèrent non-fondées.
Des rumeurs circulent également voulant qu'il se présente contre Mel Lastman à la mairie de Toronto lors de l'élection municipale de 2000, mais Nunziata renonce à cette idée puisqu'il ne pouvait garder son siège aux communes s'il décidait de faire campagne pour la mairie.
En 2000, il est battu par le libéral Alan Tonks ; certains attribuent sa défaite à la perception qu'il était devenu trop conservateur pour la ville de Toronto.

### Candidat à la mairie de Toronto
En 2003, il tente de se faire élire à la mairie de Toronto en tant que candidat favorable à la loi et l'ordre. Il promet d'appuyer les forces policières et de débarrasser les rues des itinérants. Subissant des revers contre John Tory, il termine cinquième dans la course avec cinq pour cent des votes.
Nunziata essaye de revenir en politique fédérale en étant candidat du Parti conservateur du Canada pour la circonscription de York-Sud—Weston lors de l'élection fédérale canadienne de 2004|élection fédérale de 2004, mais il ne réussit pas à remporter l'investiture du parti.

## Source
- (en) Cet article est partiellement ou en totalité issu de l’article de Wikipédia en anglais intitulé « John Nunziata » (voir la liste des auteurs).

1. ↑  Elections Ontario, « Résultats des élections générales », sur elections.on.ca (consulté le 5 avril 2020)